# Championnat NCAA de football américain 2024
Navigation
Édition précédente Édition suivante
Le Championnat NCAA de football américain 2024 est la saison 2024 du championnat de football américain universitaire de Division I (FBS) organisé par la NCAA aux États-Unis. Il rassemble 134 équipes.
La saison régulière débute le 24 août 2024 et se termine le 14 décembre 2024. L'après saison régulière débutera le 20 décembre 2024 et se terminera le 20 janvier 2025 par la finale nationale (College Football Championship Game 2025) qui se déroulera au  Mercedes-Benz Stadium d'Atlanta dans l'État de la Géorgie. Les deux finalistes seront issus, pour la première fois, d'un tournoi réunissant les 12 meilleures équipes de la saison, celles-ci étant désignées par le Comité du College Football Playoff.
La présente saison est considérée également comme la 155e saison de l'histoire du football universitaire, aucun match n'ayant été joué en 1871.

## Changements dans les conférences
Les Owls de Kennesaw State terminent leur transition de la NCAA Division I FCS et joueront leur première saison dans la FBS en tant que membres de la Conference USA (CUSA).
L'Army n'est plus indépendante et rejoint l'American Athletic Conference (AAC) tandis que SMU rejoint l'Atlantic Coast Conference (ACC).
Oklahoma et Texas quittent la Big 12 Conference (Big 12) pour rejoindre la Southeastern Conference (SEC).
Dix (10) programmes quittent la Pacific-12 Conference (Pac-12), quatre (4) pour la Big 12 Conference (Big 12) (Arizona, Arizona State, Colorado, et Utah), deux (2) pour l'ACC (California et Stanford) et quatre (4) pour la Big Ten (Oregon, UCLA, USC et Washington).
Les deux programmes restants en Pac-12, Oregon State et Washington State, ont trouvé un accord avec la Mountain West Conference (MW) pour rencontrer six équipes de la MW en 2024. Le 12 septembre 2024, la Conférence Pac-12 annonce que quatre membres de la Mountain West Conference (MW) – Boise State, Colorado State, Fresno State et San Diego State – rejoindront leur conférence en 2026 et le 24 septembre confirme qu'un autre membre de la MW, Utah State, en fera de même en 2026.
Le 1er octobre, la MW annonce que l'UTEP rejoindra la Conference USA en 2026. Le 15 octobre, la MW annoncé qu'Hawaï, membre de la conférence réservé au football américain depuis 2012, rejoindrait tous les sports en 2026.
| Programme      | Conférence en 2023 | Conférence en 2024 |
| -------------- | ------------------ | ------------------ |
| Arizona        | Pac-12             | Big 12             |
| Arizona State  | Pac-12             | Big 12             |
| Army           | Indépendant (FBS)  | AAC                |
| California     | Pac-12             | Big 12             |
| Colorado       | Pac-12             | Big 12             |
| Kennesaw State | Indépendant (FCS)  | CUSA               |
| Oklahoma       | Big-12             | SEC                |
| Oregon         | Pac-12             | Big 10             |
| SMU            | AAC                | ACC                |
| Stanford       | Pac-12             | ACC                |
| Texas          | Big-12             | SEC                |
| UCLA           | Pac-12             | Big 10             |
| USC            | Pac-12             | Big 10             |
| Utah           | Pac-12             | Big 12             |
| Washington     | Pac-12             | Big 10             |

Les Fightin' Blue Hens du Delaware et les Bears de Missouri State, respectivement membres de la Coastal Athletic Association Football Conference (en) et de la Missouri Valley Football Conference en NCAA Division I FCS, commencent en 2024 leur transition vers la NCAA Division I FBS. Delaware et Missouri State ne seront plus éligible pour la série éliminatoire 2024 de la FCS conformément aux règlements de la NCAA avant de rejoindre en 2025 la CUSA,.
| Programme      | Conférence en 2024 | Conférence en 2025 |
| -------------- | ------------------ | ------------------ |
| Delaware       | CAAFC (FCS)        | CUSA               |
| Missouri State | MVFC (FCS)         | CUSA               |

### Nouvelles règles
Les règles suivants ont été recommandées à la NCAA pour la saison 2024 :
- Mise en place d'un temps mort automatique pour les arbitres, quand il ne reste plus que 2 minutes à jouer dans chaque mi-temps, basé sur le modèle des two-minute warning en NFL ;
- Autoriser les communications entre entraîneurs et joueurs via le casque-micro ainsi que l'utilisation de tablettes sur les lignes de touche pour la vidéo en cours de match. L'introduction de la technologie de communication entre entraîneurs et joueurs (déjà en place en NFL), fait suite au scandale des signes volés par Michigan[15]. Cependant, le système de signes reste autorisé, la présente règle n'imposant pas l'utilisation de tablettes notamment par rapport aux coûts financiers qui pourraient affecter le budget des programmes.

## Matchs inauguraux

### Semaine «zéro»
La saison régulière débute le samedi 24 août avec quatre matchs lors de la semaine dénommée « zéro » :
| Match               | Match   | Match        | Lieu                                                                |
| ------------------- | ------- | ------------ | ------------------------------------------------------------------- |
| No 10 Florida State | 21 - 24 | Georgia Tech | Aer Lingus College Football Classic, Aviva Stadium, Dublin, Irlande |
| Montana State       | 35 - 31 | New Mexico   | University Stadium, Albuquerque, Nouveau-Mexique                    |
| SMU                 | 29 - 24 | Nevada       | Mackay Stadium (en), Reno, Nevada                                   |
| Delaware State (en) | 14 - 35 | Hawaii       | Ching Athletics Complex (en), Honolulu, Hawaï                       |

### 1resemaine
| Date               | Match   | Match   | Match   | Lieu                                    | Nom de l’événement         | Notes  |
| ------------------ | ------- | ------- | ------- | --------------------------------------- | -------------------------- | ------ |
| 31 août 2024       | Clemson | 03 - 34 | Georgia | Mercedes-Benz Stadium, Atlanta, Géorgie | Aflac Kickoff Game (en)    | [ 16 ] |
| 1er septembre 2024 | LSU     | 20 - 27 | USC     | Allegiant Stadium, Paradise, Nevada     | Vegas Kickoff Classic (en) | [ 17 ] |

### 2esemaine
| Date             | Match    | Match   | Match     | Lieu                                                 | Nom de l’événement       | Note   |
| ---------------- | -------- | ------- | --------- | ---------------------------------------------------- | ------------------------ | ------ |
| 7 septembre 2024 | NC State | 10 - 51 | Tennessee | Bank of America Stadium, Charlotte, Caroline du Nord | Duke's Mayo Classic (en) | [ 18 ] |

## Résultats significatifs de la saison

### Matchs entre équipes du Top 10
Le tableau ci-dessous reprend les résultats des matchs joués entre équipes classées au moment du match dans le Top 10 du College Football Playoff (à partir de la 10e semaine) et de l'Associated Press. Dès la 10e semaine, les deux rankings indiqués font respectivement référence à celui du CFP et à celui de l'AP. Si une équipe n'est pas reprise dans le Top 10 d'un des deux classements, une note sera insérée.
| Semaines | Matchs          | Matchs  | Matchs          | Lieux                                                 |
| -------- | --------------- | ------- | --------------- | ----------------------------------------------------- |
| Semaines | Gagnant         | Score   | Perdant         | Lieux                                                 |
| 2        | No 3 Texas      | 31 - 12 | No 10 Michigan  | Michigan Stadium, Ann Arbor, Michigan                 |
| 5        | No 4 Alabama    | 41 - 34 | No 2 Georgia    | Bryant-Denny Stadium, Tuscaloosa, Alabama             |
| 7        | No 3 Oregon     | 32 - 31 | No 2 Ohio State | Autzen Stadium, Eugene, Oregon                        |
| 8        | No 5 Georgia    | 30 - 15 | No 1 Texas      | Darrell K Royal-Texas Memorial Stadium, Austin, Texas |
| 10       | No 4 Ohio State | 20 - 13 | No 3 Penn State | Beaver Stadium, University Park, Pennsylvanie         |
| 13       | No 2 Ohio State | 38 - 15 | No 5 Indiana    | Ohio Stadium, Columbus, Ohio                          |

### Scores surprenants
Le tableau ci-dessous reprend les résultats des matchs remportés par une équipe FCS sur une équipe FBS au cours de la saison 2024. Le ranking est celui de la NCAA Division I (FCS ou FBS) dans laquelle l'équipe évolue.
| Dates        | Matchs                      | Matchs  | Matchs         | Lieux                                             |
| ------------ | --------------------------- | ------- | -------------- | ------------------------------------------------- |
| Dates        | Équipe FCS                  | Score   | Équipe FBS     | Lieux                                             |
| 24 août      | (No 4 en FCS) Montana State | 35 - 31 | New Mexico     | University Stadium • Albuquerque, Nouveau-Mexique |
| 7 septembre  | Saint Francis (en)          | 23 - 17 | Kent State     | Dix Stadium (en) • Kent, Ohio                     |
| 7 septembre  | (No 7 en FCS) Idaho         | 17 - 13 | Wyoming        | War Memorial Stadium • Laramie, Wyoming           |
| 7 septembre  | Southern Utah               | 27ET24  | UTEP           | Sun Bowl Stadium • El Paso, Texas                 |
| 21 septembre | Monmouth                    | 45 - 42 | FIU            | Pitbull Stadium • Miami, Floride                  |
| 28 septembre | UT Martin (en)              | 24 - 13 | Kennesaw State | Fifth Third Stadium • Kennesaw, Géorgie           |

Le tableau ci-dessous reprend les résultats des matchs remportés par une équipe non classée sur une équipe classée dans le Top 25 au cours de la saison 2024. Le classement est celui avant le match selon l'AP jusqu'en 9e semaine et celui du CFP à partir de la 10e semaine.
| Dates                         | Matchs                   | Matchs  | Matchs                  |
| ----------------------------- | ------------------------ | ------- | ----------------------- |
| Dates                         | Away                     | Score   | Home                    |
| En fonction du classement AP  |                          |         |                         |
| 24 août                       | Georgia Tech             | 24 - 21 | No 10 Florida State     |
| 2 septembre                   | Boston College           | 28 - 13 | No 10 Florida State     |
| 7 septembre                   | Northern Illinois        | 16 - 14 | No 5 Notre Dame         |
| 7 septembre                   | No 19 Kansas             | 17 - 23 | Illinois                |
| 7 septembre                   | Iowa State               | 20 - 19 | No 20 Iowa              |
| 7 septembre                   | No 23 Georgia Tech       | 28 - 31 | Syracuse                |
| 21 septembre                  | No 13 Kansas State       | 09 - 38 | BYU                     |
| 21 septembre                  | Buffalo                  | 23ET20  | No 23 Northern Illinois |
| 28 septembre                  | Kentucky                 | 20 - 17 | No 6 Ole Miss           |
| 28 septembre                  | Arizona                  | 23 - 10 | No 10 Utah              |
| 4 octobre                     | Syracuse                 | 44ET41  | No 25 UNLV              |
| 5 octobre                     | No 1 Alabama             | 35 - 40 | Vanderbilt              |
| 5 octobre                     | No 4 Tennessee           | 14 - 19 | Arkansas                |
| 5 octobre                     | No 10 Michigan           | 17 - 27 | Washington              |
| 5 octobre                     | No 11 USC                | 17 - 24 | Minnesota               |
| 5 octobre                     | SMU                      | 34 - 27 | No 22 Louisville        |
| 11 octobre                    | No 16 Utah               | 19 - 27 | Arizona State           |
| 2 novembre                    | No 10 Texas A&M          | 20 - 44 | South Carolina          |
| 2 novembre                    | No 11 Iowa State         | 22 - 23 | Texas Tech              |
| 2 novembre                    | Louisville               | 33 - 21 | No 11 Clemson           |
| 2 novembre                    | No 17 Kansas State       | 19 - 24 | Houston                 |
| 2 novembre                    | Minnesota                | 25 - 17 | No 24 Illinois          |
| En fonction du classement CFP |                          |         |                         |
| 9 novembre                    | No 4 Miami (FL)          | 23 - 28 | Georgia Tech            |
| 9 novembre                    | No 3 Georgia             | 10 - 28 | No 16 Ole Miss          |
| 9 novembre                    | No 17 Iowa State         | 36 - 45 | Kansas                  |
| 9 novembre                    | Virginia                 | 24 - 19 | No 18 Pittsburgh        |
| 16 novembre                   | Kansas                   | 17 - 13 | No 6 BYU                |
| 16 novembre                   | No 18 Washington State   | 35 - 38 | New Mexico              |
| 16 novembre                   | Arizona State            | 24 - 14 | No 16 Kansas State      |
| 16 novembre                   | No 22 LSU                | 16 - 27 | Florida                 |
| 16 novembre                   | No 19 Louisville         | 35 - 38 | Stanford                |
| 23 novembre                   | No 7 Alabama             | 03- 24  | Oklahoma                |
| 23 novembre                   | No 9 Ole Miss            | 17 - 24 | Florida                 |
| 23 novembre                   | No 15 Texas A&M          | 41PR43  | Auburn                  |
| 23 novembre                   | No 16 Colorado           | 21 - 37 | Kansas                  |
| 23 novembre                   | No 25AP Washington State | 38 - 41 | Oregon State            |
| 28 novembre                   | Memphis                  | 34 - 24 | No 18 Tulane            |
| 30 novembre                   | Michigan                 | 13 - 10 | No 2 Ohio State         |
| 30 novembre                   | No 15 South Carolina     | 17 - 14 | No 12 Clemson           |
| 30 novembre                   | No 6 Miami               | 38 - 42 | Syracuse                |

## Classements

### Les conférences
| Légende | Légende                                                                                        |
| ------- | ---------------------------------------------------------------------------------------------- |
| ^       | Participant au College Football Playoff                                                        |
| †       | Champion de Conférence                                                                         |
| §       | Co-champions de Conference                                                                     |
| x       | Champion/co-champions de Division                                                              |
| y       | Qualifié pour la finale de conférence                                                          |
| ≈       | Inéligible pour un bowl d'après-saison à cause des règles de transition entre FCS et FBS       |
| ≈≈      | Inéligible pour un bowl d'après-saison à cause de sanctions (Academic Progress Rate Penalties) |

| Équipe                                                   | Équipe | Équipe           | Conf | Conf | Total | Total |
| -------------------------------------------------------- | ------ | ---------------- | ---- | ---- | ----- | ----- |
| Équipe                                                   | Équipe | Équipe           | V    | D    | V     | D     |
| #24                                                      | y§     | Army             | 8    | 0    | 11    | 1     |
|                                                          | y      | Tulane           | 7    | 1    | 9     | 4     |
|                                                          |        | Navy             | 6    | 2    | 8     | 3     |
| #25                                                      |        | Memphis          | 6    | 2    | 10    | 2     |
|                                                          |        | East Carolina    | 5    | 3    | 7     | 5     |
|                                                          |        | South Florida    | 4    | 4    | 6     | 6     |
|                                                          |        | UTSA             | 4    | 4    | 6     | 6     |
|                                                          |        | Charlotte        | 4    | 4    | 5     | 7     |
|                                                          |        | North Texas      | 3    | 5    | 6     | 6     |
|                                                          |        | Rice             | 3    | 5    | 4     | 9     |
|                                                          |        | Temple           | 2    | 6    | 3     | 9     |
|                                                          |        | UAB              | 2    | 6    | 3     | 9     |
|                                                          |        | Florida Atlantic | 1    | 7    | 3     | 9     |
|                                                          |        | Tulsa            | 1    | 7    | 3     | 9     |
| Finale de Conférence le 7 déc. 2024 : Army 35, Tulane 14 |        |                  |      |      |       |       |

| Équipe                                                   | Équipe | Équipe         | Conf | Conf | Total | Total |
| -------------------------------------------------------- | ------ | -------------- | ---- | ---- | ----- | ----- |
| Équipe                                                   | Équipe | Équipe         | V    | D    | V     | D     |
| #8                                                       | y      | SMU            | 8    | 0    | 11    | 2     |
| #17                                                      | y      | Clemson        | 7    | 1    | 10    | 3     |
| #12                                                      |        | Miami (FL)     | 6    | 2    | 10    | 2     |
| #22                                                      |        | Syracuse       | 5    | 3    | 9     | 3     |
|                                                          |        | Louisville     | 5    | 3    | 8     | 4     |
|                                                          |        | Georgia Tech   | 5    | 3    | 7     | 5     |
|                                                          |        | Duke           | 5    | 3    | 9     | 3     |
|                                                          |        | Virginia Tech  | 4    | 4    | 6     | 6     |
|                                                          |        | Boston College | 4    | 4    | 7     | 5     |
|                                                          |        | Pittsburgh     | 3    | 5    | 7     | 5     |
|                                                          |        | NC State       | 3    | 5    | 6     | 6     |
|                                                          |        | North Carolina | 3    | 5    | 6     | 6     |
|                                                          |        | Virginie       | 3    | 5    | 5     | 7     |
|                                                          |        | California     | 2    | 6    | 6     | 6     |
|                                                          |        | Wake Forest    | 2    | 6    | 4     | 8     |
|                                                          |        | Stanford       | 2    | 6    | 3     | 9     |
|                                                          |        | Florida State  | 1    | 7    | 2     | 10    |
| Finale de Conférence le 7 déc. 2024 : Clemson 34, SMU 31 |        |                |      |      |       |       |

| Équipe                                                         | Équipe | Équipe         | Conf | Conf | Total | Total |
| -------------------------------------------------------------- | ------ | -------------- | ---- | ---- | ----- | ----- |
| Équipe                                                         | Équipe | Équipe         | V    | D    | V     | D     |
| #1                                                             | y      | Oregon         | 9    | 0    | 13    | 0     |
| #3                                                             | y      | Penn State     | 8    | 1    | 11    | 2     |
| #9                                                             |        | Indiana        | 8    | 1    | 11    | 1     |
| #6                                                             |        | Ohio State     | 7    | 2    | 10    | 2     |
| #21                                                            |        | Illinois       | 6    | 3    | 9     | 3     |
|                                                                |        | Iowa           | 6    | 3    | 8     | 4     |
|                                                                |        | Michigan       | 5    | 4    | 7     | 5     |
|                                                                |        | Minnesota      | 5    | 4    | 7     | 5     |
|                                                                |        | Rutgers        | 4    | 5    | 7     | 5     |
|                                                                |        | Washington     | 4    | 5    | 6     | 6     |
|                                                                |        | USC            | 4    | 5    | 6     | 6     |
|                                                                |        | UCLA           | 3    | 6    | 5     | 7     |
|                                                                |        | Nebraska       | 3    | 6    | 6     | 6     |
|                                                                |        | Michigan State | 3    | 6    | 5     | 7     |
|                                                                |        | Wisconsin      | 3    | 6    | 5     | 7     |
|                                                                |        | Northwestern   | 2    | 7    | 4     | 8     |
|                                                                |        | Maryland       | 1    | 8    | 4     | 8     |
|                                                                |        | Purdue         | 0    | 9    | 1     | 11    |
| Finale de Conférence le 7 déc. 2024 : Oregon 45, Penn State 37 |        |                |      |      |       |       |

| Équipe                                                                | Équipe | Équipe         | Conf | Conf | Total | Total |
| --------------------------------------------------------------------- | ------ | -------------- | ---- | ---- | ----- | ----- |
| Équipe                                                                | Équipe | Équipe         | V    | D    | V     | D     |
| #15                                                                   | y      | Arizona State  | 7    | 2    | 11    | 2     |
| #16                                                                   | y      | Iowa State     | 7    | 2    | 10    | 3     |
| #18                                                                   |        | BYU            | 7    | 2    | 10    | 2     |
| #23                                                                   |        | Colorado       | 7    | 2    | 9     | 3     |
|                                                                       |        | Baylor         | 6    | 3    | 8     | 4     |
|                                                                       |        | Texas Tech     | 6    | 3    | 8     | 4     |
|                                                                       |        | TCU            | 6    | 3    | 8     | 4     |
|                                                                       |        | Kansas State   | 5    | 4    | 8     | 4     |
|                                                                       |        | West Virginia  | 5    | 4    | 6     | 6     |
|                                                                       |        | Kansas         | 4    | 5    | 5     | 7     |
|                                                                       |        | Cincinnati     | 3    | 6    | 5     | 7     |
|                                                                       |        | Houston        | 3    | 6    | 4     | 8     |
|                                                                       |        | Utah           | 2    | 7    | 5     | 7     |
|                                                                       |        | UCF            | 2    | 7    | 4     | 8     |
|                                                                       |        | Arizona        | 2    | 7    | 4     | 8     |
|                                                                       |        | Oklahoma State | 0    | 9    | 3     | 9     |
| Finale de Conférence le 7 déc. 2024 : Arizona State 45, Iowa State 19 |        |                |      |      |       |       |

| Équipe                                                                           | Équipe | Équipe             | Conf | Conf | Total | Total |
| -------------------------------------------------------------------------------- | ------ | ------------------ | ---- | ---- | ----- | ----- |
| Équipe                                                                           | Équipe | Équipe             | V    | D    | V     | D     |
|                                                                                  | y§     | Jacksonville State | 7    | 1    | 9     | 4     |
|                                                                                  | y      | Western Kentucky   | 6    | 2    | 8     | 5     |
|                                                                                  |        | Sam Houston        | 6    | 2    | 9     | 3     |
|                                                                                  |        | Liberty            | 5    | 3    | 8     | 3     |
|                                                                                  |        | Louisiana Tech     | 4    | 4    | 5     | 7     |
|                                                                                  |        | UTEP               | 3    | 5    | 3     | 9     |
|                                                                                  |        | FIU                | 3    | 5    | 4     | 8     |
|                                                                                  |        | New Mexico State   | 2    | 6    | 3     | 9     |
|                                                                                  |        | Middle Tennessee   | 2    | 6    | 3     | 9     |
| ≈                                                                                | ≈      | Kennesaw State     | 2    | 6    | 2     | 10    |
| Finale de Conférence le 7 déc. 2024 : Jacksonville State 52, Western Kentucky 12 |        |                    |      |      |       |       |

| Équipe                                                       | Équipe | Équipe            | Conf | Conf | Total | Total |
| ------------------------------------------------------------ | ------ | ----------------- | ---- | ---- | ----- | ----- |
| Équipe                                                       | Équipe | Équipe            | V    | D    | V     | D     |
|                                                              | y      | Miami (OH)        | 7    | 1    | 8     | 5     |
|                                                              | y      | Ohio              | 7    | 1    | 10    | 3     |
|                                                              |        | Buffalo           | 6    | 2    | 8     | 4     |
|                                                              |        | Bowling Green     | 6    | 2    | 7     | 5     |
|                                                              |        | Western Michigan  | 5    | 3    | 6     | 6     |
|                                                              |        | Toledo            | 4    | 4    | 7     | 5     |
|                                                              |        | Northern Illinois | 4    | 4    | 7     | 5     |
|                                                              |        | Akron             | 3    | 5    | 4     | 8     |
|                                                              |        | Eastern Michigan  | 2    | 6    | 5     | 7     |
|                                                              |        | Central Michigan  | 2    | 6    | 4     | 8     |
|                                                              |        | Ball State        | 2    | 6    | 3     | 9     |
|                                                              |        | Kent State        | 0    | 8    | 0     | 12    |
| Finale de Conférence le 7 déc. 2024 : Ohio 38 , Miami (OH) 3 |        |                   |      |      |       |       |

| Équipe                                                       | Équipe | Équipe          | Conf | Conf | Total | Total |
| ------------------------------------------------------------ | ------ | --------------- | ---- | ---- | ----- | ----- |
| Équipe                                                       | Équipe | Équipe          | V    | D    | V     | D     |
| #10                                                          | y§     | Boise State     | 7    | 0    | 12    | 1     |
| #20                                                          | y      | UNLV            | 6    | 1    | 10    | 3     |
|                                                              |        | Colorado State  | 6    | 1    | 8     | 4     |
|                                                              |        | Fresno State    | 4    | 3    | 6     | 6     |
|                                                              |        | San Jose State  | 3    | 4    | 7     | 5     |
|                                                              |        | Air Force       | 3    | 4    | 5     | 7     |
|                                                              |        | Hawaï           | 3    | 4    | 5     | 7     |
|                                                              |        | New Mexico      | 3    | 4    | 5     | 7     |
|                                                              |        | Utah State      | 3    | 4    | 4     | 8     |
|                                                              |        | San Diego State | 2    | 5    | 3     | 9     |
|                                                              |        | Wyoming         | 2    | 5    | 3     | 9     |
|                                                              |        | Nevada          | 0    | 7    | 3     | 10    |
| Finale de Conférence le 7 déc. 2024 : Boise State 21, UNLV 7 |        |                 |      |      |       |       |

| Équipe                                                     | Équipe | Équipe            | Conf | Conf | Total | Total |
| ---------------------------------------------------------- | ------ | ----------------- | ---- | ---- | ----- | ----- |
| Équipe                                                     | Équipe | Équipe            | V    | D    | V     | D     |
| #2                                                         | y      | Texas             | 7    | 1    | 11    | 2     |
| #5                                                         | y      | Georgia           | 6    | 2    | 11    | 2     |
| #7                                                         |        | Tennessee         | 6    | 2    | 10    | 2     |
| #11                                                        |        | Alabama           | 5    | 3    | 9     | 3     |
| #13                                                        |        | Ole Miss          | 5    | 3    | 9     | 3     |
| #14                                                        |        | South Carolina    | 5    | 3    | 9     | 3     |
|                                                            |        | Texas A&M         | 5    | 3    | 8     | 4     |
| #19                                                        |        | Missouri          | 5    | 3    | 9     | 3     |
|                                                            |        | LSU               | 5    | 3    | 8     | 4     |
|                                                            |        | Florida           | 4    | 4    | 7     | 5     |
|                                                            |        | Arkansas          | 3    | 5    | 6     | 6     |
|                                                            |        | Vanderbilt        | 3    | 5    | 6     | 6     |
|                                                            |        | Oklahoma          | 2    | 6    | 6     | 6     |
|                                                            |        | Auburn            | 2    | 6    | 5     | 7     |
|                                                            |        | Kentucky          | 1    | 7    | 4     | 8     |
|                                                            |        | Mississippi State | 0    | 8    | 2     | 10    |
| Finale de Conférence le 7 déc. 2024 : Georgia 22, Texas 19 |        |                   |      |      |       |       |

| Équipe                                                         | Équipe | Équipe            | Conf | Conf | Total | Total |
| -------------------------------------------------------------- | ------ | ----------------- | ---- | ---- | ----- | ----- |
| Équipe                                                         | Équipe | Équipe            | V    | D    | V     | D     |
| East Division                                                  |        |                   |      |      |       |       |
|                                                                | xy     | Marshall          | 7    | 1    | 10    | 3     |
|                                                                |        | Georgia Southern  | 6    | 2    | 8     | 4     |
|                                                                |        | James Madison     | 4    | 4    | 8     | 4     |
|                                                                |        | Old Dominium      | 4    | 4    | 5     | 7     |
|                                                                |        | Coastal Carolina  | 3    | 5    | 6     | 6     |
|                                                                |        | Appalachian State | 3    | 5    | 5     | 6     |
|                                                                |        | Georgia State     | 1    | 7    | 3     | 9     |
| West Division                                                  |        |                   |      |      |       |       |
|                                                                | xy     | Louisiana         | 7    | 1    | 10    | 3     |
|                                                                |        | Texas State       | 5    | 3    | 7     | 5     |
|                                                                |        | Arkansas State    | 5    | 3    | 7     | 5     |
|                                                                |        | South Alabama     | 5    | 3    | 6     | 6     |
|                                                                |        | Louisiana-Monroe  | 3    | 5    | 5     | 7     |
|                                                                |        | Troy              | 3    | 5    | 4     | 8     |
|                                                                |        | Southern Miss     | 0    | 8    | 1     | 11    |
| Finale de Conférence le 7 déc. 2024 : Marshall 31, Louisiana 3 |        |                   |      |      |       |       |

| Équipe | Équipe | Équipe           | Conf | Conf | Total | Total |
| ------ | ------ | ---------------- | ---- | ---- | ----- | ----- |
| Équipe | Équipe | Équipe           | V    | D    | V     | D     |
|        |        | Oregon State     | 1    | 0    | 5     | 7     |
|        |        | Washington State | 0    | 1    | 8     | 4     |

| Équipe | Équipe | Équipe     | Total | Total |
| ------ | ------ | ---------- | ----- | ----- |
| Équipe | Équipe | Équipe     | V     | D     |
| #4     |        | Notre Dame | 11    | 1     |
|        |        | UConn      | 8     | 4     |
|        |        | UMass      | 2     | 10    |

### Classements d'avant saison
Les tableaux ci-dessous reprennent le Top 25 des équipes FBS avant le début de saison 2024 selon l'Associated Press (AP) et USA Today (Coaches').
L'évolution de ces classements (ainsi que celle du College Football Playoff) peut être consultée sur la page Classements de la saison 2024 de NCAA (football américain).
| Cl. | Équipe          |
| --- | --------------- |
| 1   | Georgia (46)    |
| 2   | Ohio State (15) |
| 3   | Oregon (1)      |
| 4   | Texas           |
| 5   | Alabama         |
| 6   | Ole Miss        |
| 7   | Notre Dame      |
| 8   | Penn State      |
| 9   | Michigan        |
| 10  | Florida State   |
| 11  | Missouri        |
| 12  | Utah            |
| 13  | LSU             |
| 14  | Clemson         |
| 15  | Tennessee       |
| 16  | Oklahoma        |
| 17  | Oklahoma State  |
| 18  | Kansas State    |
| 19  | Miami (FL)      |
| 20  | Texas A&M       |
| 21  | Arizona         |
| 22  | Kansas          |
| 23  | USC             |
| 24  | NC State        |
| 25  | Iowa            |

| Cl. | Équipe         |
| --- | -------------- |
| 1   | Georgia (46)   |
| 2   | Ohio State (7) |
| 3   | Oregon         |
| 4   | Texas (1)      |
| 5   | Alabama        |
| 6   | Ole Miss       |
| 7   | Notre Dame     |
| 8   | Michigan (1)   |
| 9   | Penn State     |
| 10  | Florida State  |
| 11  | Missouri       |
| 12  | LSU            |
| 13  | Utah           |
| 14  | Clemson        |
| 15  | Tennessee      |
| 16  | Oklahoma       |
| 17  | Kansas State   |
| 18  | Oklahoma State |
| 19  | Miami (FL)     |
| 20  | Texas A&M      |
| 21  | Arizona        |
| 22  | NC State       |
| 23  | USC            |
| 24  | Kansas         |
| 25  | Iowa           |

## Classement CFP final
| Cl. | Équipe                          | Bilan | Conférence                   | Bowl                       |
| --- | ------------------------------- | ----- | ---------------------------- | -------------------------- |
| 1   | Ducks de l'Oregon               | 13–0  | Champions Big Ten            | Rose Bowl (¼ finale CFP)   |
| 2   | Bulldogs de la Géorgie          | 11–2  | Champions SEC                | Sugar Bowl (¼ finale CFP)  |
| 3   | Longhorns du Texas              | 11–2  | 2e SEC                       | CFP (1er tour)             |
| 4   | Nittany Lions de Penn State     | 11–2  | 2e Big Ten (à égalité)       | CFP (1er tour)             |
| 5   | Fighting Irish de Notre Dame    | 11–1  | Indépendant                  | CFP (1er tour)             |
| 6   | Buckeyes d'Ohio State           | 10–2  | 4e Big Ten                   | CFP (1er tour)             |
| 7   | Volunteers du Tennessee         | 10–2  | 3e SEC                       | CFP (1er tour)             |
| 8   | Hoosiers de l'Indiana           | 11–1  | 3e Big Ten (à égalité)       | CFP (1er tour)             |
| 9   | Broncos de Boise State          | 12–1  | Champion Mountain West       | Fiesta Bowl (¼ finale CFP) |
| 10  | Mustangs de SMU                 | 11–2  | 2e ACC                       | CFP (1er tour)             |
| 11  | Crimson Tide de l'Alabama       | 09–3  | 4e SEC (à égalité)           | ReliaQuest Bowl            |
| 12  | Sun Devils d'Arizona State      | 11–2  | Champions Big 12             | Peach Bowl (¼ finale CFP)  |
| 13  | Hurricanes de Miami             | 10–2  | 3e ACC                       | Pop-Tarts Bowl             |
| 14  | Rebels d'Ole Miss               | 09–3  | 4e SEC (à égalité)           | Gator Bowl                 |
| 15  | Gamecocks de la Caroline du Sud | 09–3  | 4e SEC (à égalité)           | Citrus Bowl                |
| 16  | Tigers de Clemson               | 10–3  | Champions ACC                | CFP (1er tour)             |
| 17  | Cougars de BYU                  | 10–2  | 2e Big 12 (à égalité)        | Alamo Bowl                 |
| 18  | Cyclones d'Iowa State           | 10–3  | 2e Big 12 (à égalité)        | Pop-Tarts Bowl             |
| 19  | Tigers du Missouri              | 09–3  | 4e SEC (à égalité)           | Music City Bowl            |
| 20  | Fighting Illini de l'Illinois   | 09–3  | 5e Big Ten (à égalité)       | Citrus Bowl                |
| 21  | Orange de Syracuse              | 09–3  | 4e ACC (à égalité)           | Holiday Bowl               |
| 22  | Black Knights de l'Army         | 11–1  | Champions AAC                | Independence Bowl          |
| 23  | Buffaloes du Colorado           | 09–3  | 2e Big 12 (à égalité)        | Alamo Bowl                 |
| 24  | Rebels de l'UNLV                | 10–3  | 2e Mountain West (à égalité) | LA Bowl                    |
| 25  | Tigers de Memphis               | 10–2  | 3e AAC (à égalité)           | Frisco Bowl                |

## Conférences
Le classement des équipes dans le tableau ci-après est celui du CFP paru avant les matchs.
| Dates           | Conférences | Matchs             | Matchs  | Matchs           | Stades                                               |
| --------------- | ----------- | ------------------ | ------- | ---------------- | ---------------------------------------------------- |
| 6 décembre 2024 | American    | #24 Army           | 35 - 14 | Tulane           | Michie Stadium, West Point, New York                 |
| 6 décembre 2024 | CUSA        | Jacksonville State | 52 - 12 | Western Kentucky | JSU Stadium (en), Jacksonville, Alabama              |
| 6 décembre 2024 | MW          | #10 Boise State    | 21 - 07 | #20 UNLV         | Albertsons Stadium, Boise, Idaho                     |
| 7 décembre 2024 | ACC         | #17 Clemson        | 34 - 31 | #8 SMU -         | Bank of America Stadium, Charlotte, Caroline du Nord |
| 7 décembre 2024 | Big Ten     | #1 Oregon          | 45 - 37 | #3 Penn State    | Lucas Oil Stadium, Indianapolis, Indiana             |
| 7 décembre 2024 | Big 12      | #15 Arizona State  | 45 - 19 | #16 Iowa State   | AT&T Stadium, Arlington, Texas                       |
| 7 décembre 2024 | MAC         | Ohio               | 38 - 03 | Miami (OH)       | Ford Field, Détroit, Michigan                        |
| 7 décembre 2024 | SEC         | #5 Georgia         | 22 - 19 | #2 Texas         | Mercedes-Benz Stadium, Atlanta, Géorgie              |
| 7 décembre 2024 | Sun Belt    | Marshall           | 31 - 03 | Louisiana        | Cajun Field, Lafayette, Louisiane                    |

| Conférence | Champion           | MVP de la saison         | Meilleur joueur offensif             | Meilleur joueur défensif                   | Entraîneur de la saison         |
| ---------- | ------------------ | ------------------------ | ------------------------------------ | ------------------------------------------ | ------------------------------- |
| AAC        | No. 24 Army        | —                        | Bryson Daily, QB, Army               | Jimmori Robinson, LB, UTSA                 | Jeff Monken, Army               |
| ACC        | No. 17 Clemson     | Cam Ward, QB, Miami      | Cam Ward, QB, Miami                  | Donovan Ezeiruaku, DE, Boston College      | Rhett Lashlee, SMU              |
| B10        | No. 1 Oregon       | —                        | Dillon Gabriel, QB, Oregon           | Abdul Carter, DE, Penn State               | Curt Cignetti, Indiana          |
| B12        | No. 16 Iowa State  | —                        | Shedeur Sanders, QB, Colorado        | Travis Hunter, DB, Colorado                | Kenny Dillingham, Arizona State |
| C-USA      | Jacksonville State |                          |                                      |                                            |                                 |
| MAC        | Ohio               | —                        | Harold Fannin Jr., TE, Bowling Green | Shaun Dolac, LB, Buffalo                   | Tim Albin, Ohio                 |
| MWC        | No. 10 Boise State | —                        | Ashton Jeanty, RB, Boise State       | Jackson Woodard, LB, UNLV                  | Spencer Danielson, Boise State  |
| SEC        | No. 5 Georgia      | —                        |                                      |                                            |                                 |
| Sun Belt   | Marshall           | Mike Green, DL, Marshall | Ben Wooldridge, QB, Louisiana        | Marques Watson-Trent, LB, Georgia Southern | Michael Desormeaux, Louisiana   |

## Tournoi du College Football Playoff
La série éliminatoire 2024-2025 sera la première à mettre en compétition douze équipes, les dix éditions précédentes ayant été limitées à quatre équipes.
En fonction du classement final établi par le Comité du College Football Playoff, les cinq meilleurs champions de conférence seront sélectionnés ainsi que les sept autres meilleures équipes.
De plus, les quatre meilleurs champions de conférence seront exemptés du premier tour de la série éliminatoire,.

### Qualifications
Cinq champions de conférence sont automatiquement qualifiés, dont les quatre mieux classés sont exemptés du premier tour (têtes de série de 1 à 4).
| Conférence    | Champion      | V–D  | Tête de série | Rang CFP | Participation au CFP |
| ------------- | ------------- | ---- | ------------- | -------- | -------------------- |
| Big Ten       | Oregon        | 13-0 | 1er           | 1er      | 2e                   |
| SEC           | Georgia       | 11-2 | 2e            | 2e       | 4e                   |
| Mountain West | Boise State   | 12-1 | 3e            | 9e       | 1er                  |
| Big 12        | Arizona State | 11-2 | 4e            | 12e      | 1er                  |
| ACC           | Clemson       | 10-3 | 12e           | 16e      | 7e                   |

Les sept autres programmes les mieux classées restant sont répartis par le comité du College Football Playoff.
| Conférence  | Équipe     | V–D  | Tête de série | Rang CFP | Participation au CFP |
| ----------- | ---------- | ---- | ------------- | -------- | -------------------- |
| SEC         | Texas      | 11-2 | 5e            | 3e       | 2e                   |
| Big Ten     | Penn State | 11-2 | 6e            | 4e       | 1er                  |
| Indépendant | Notre Dame | 11-1 | 7e            | 5e       | 3e                   |
| Big Ten     | Ohio State | 10-2 | 8e            | 6e       | 6e                   |
| SEC         | Tennessee  | 10-2 | 9e            | 7e       | 1er                  |
| Big Ten     | Indiana    | 11-2 | 10e           | 8e       | 1er                  |
| ACC         | SMU        | 11-2 | 11e           | 10e      | 1er                  |

### Phase finale
Le tableau final en fonction des têtes de série.
|  | Premier tour                                                             | Premier tour                                                |                                                                |               | Quarts de finale                                   | Quarts de finale                                   |  |  | Demi-finales                                    | Demi-finales                                    |  |  | Finale 2024                                                                 | Finale 2024                                                                 |
|  | ------------------------------------------------------------------------ | ----------------------------------------------------------- | -------------------------------------------------------------- | ------------- | -------------------------------------------------- | -------------------------------------------------- |  |  | ----------------------------------------------- | ----------------------------------------------- |  |  | --------------------------------------------------------------------------- | --------------------------------------------------------------------------- |
|  |                                                                          |                                                             |                                                                |               |                                                    |                                                    |  |  |                                                 |                                                 |  |  |                                                                             |                                                                             |
|  |                                                                          |                                                             |                                                                |               | 1er janvier 2025 - Rose Bowl, Pasadena, Californie | 1er janvier 2025 - Rose Bowl, Pasadena, Californie |  |  | 10 janvier 2025 - Cotton Bowl, Arlington, Texas | 10 janvier 2025 - Cotton Bowl, Arlington, Texas |  |  | 20 janvier 2025 - Championship Game Mercedes-Benz Stadium, Atlanta, Géorgie | 20 janvier 2025 - Championship Game Mercedes-Benz Stadium, Atlanta, Géorgie |
|  |                                                                          |                                                             |                                                                |               | 1er janvier 2025 - Rose Bowl, Pasadena, Californie | 1er janvier 2025 - Rose Bowl, Pasadena, Californie |  |  | 10 janvier 2025 - Cotton Bowl, Arlington, Texas | 10 janvier 2025 - Cotton Bowl, Arlington, Texas |  |  | 20 janvier 2025 - Championship Game Mercedes-Benz Stadium, Atlanta, Géorgie | 20 janvier 2025 - Championship Game Mercedes-Benz Stadium, Atlanta, Géorgie |
|  |                                                                          |                                                             |                                                                |               | 1er janvier 2025 - Rose Bowl, Pasadena, Californie | 1er janvier 2025 - Rose Bowl, Pasadena, Californie |  |  | 10 janvier 2025 - Cotton Bowl, Arlington, Texas | 10 janvier 2025 - Cotton Bowl, Arlington, Texas |  |  | 20 janvier 2025 - Championship Game Mercedes-Benz Stadium, Atlanta, Géorgie | 20 janvier 2025 - Championship Game Mercedes-Benz Stadium, Atlanta, Géorgie |
|  |                                                                          |                                                             |                                                                |               | 1er janvier 2025 - Rose Bowl, Pasadena, Californie | 1er janvier 2025 - Rose Bowl, Pasadena, Californie |  |  | 10 janvier 2025 - Cotton Bowl, Arlington, Texas | 10 janvier 2025 - Cotton Bowl, Arlington, Texas |  |  | 20 janvier 2025 - Championship Game Mercedes-Benz Stadium, Atlanta, Géorgie | 20 janvier 2025 - Championship Game Mercedes-Benz Stadium, Atlanta, Géorgie |
|  |                                                                          |                                                             |                                                                |               | 1er janvier 2025 - Rose Bowl, Pasadena, Californie | 1er janvier 2025 - Rose Bowl, Pasadena, Californie |  |  | 10 janvier 2025 - Cotton Bowl, Arlington, Texas | 10 janvier 2025 - Cotton Bowl, Arlington, Texas |  |  | 20 janvier 2025 - Championship Game Mercedes-Benz Stadium, Atlanta, Géorgie | 20 janvier 2025 - Championship Game Mercedes-Benz Stadium, Atlanta, Géorgie |
|  |                                                                          | #1 Oregon                                                   | 21                                                             |               |                                                    |                                                    |  |  | 10 janvier 2025 - Cotton Bowl, Arlington, Texas | 10 janvier 2025 - Cotton Bowl, Arlington, Texas |  |  | 20 janvier 2025 - Championship Game Mercedes-Benz Stadium, Atlanta, Géorgie | 20 janvier 2025 - Championship Game Mercedes-Benz Stadium, Atlanta, Géorgie |
|  | 21 décembre 2024 - Ohio Stadium, Columbus, Ohio                          | #1 Oregon                                                   | 21                                                             |               |                                                    |                                                    |  |  | 10 janvier 2025 - Cotton Bowl, Arlington, Texas | 10 janvier 2025 - Cotton Bowl, Arlington, Texas |  |  | 20 janvier 2025 - Championship Game Mercedes-Benz Stadium, Atlanta, Géorgie | 20 janvier 2025 - Championship Game Mercedes-Benz Stadium, Atlanta, Géorgie |
|  |                                                                          | #8 Ohio State                                               | 41                                                             |               |                                                    |                                                    |  |  | 10 janvier 2025 - Cotton Bowl, Arlington, Texas | 10 janvier 2025 - Cotton Bowl, Arlington, Texas |  |  | 20 janvier 2025 - Championship Game Mercedes-Benz Stadium, Atlanta, Géorgie | 20 janvier 2025 - Championship Game Mercedes-Benz Stadium, Atlanta, Géorgie |
|  | #8 Ohio State                                                            | #8 Ohio State                                               | 41                                                             | 42            |                                                    |                                                    |  |  | 10 janvier 2025 - Cotton Bowl, Arlington, Texas | 10 janvier 2025 - Cotton Bowl, Arlington, Texas |  |  | 20 janvier 2025 - Championship Game Mercedes-Benz Stadium, Atlanta, Géorgie | 20 janvier 2025 - Championship Game Mercedes-Benz Stadium, Atlanta, Géorgie |
|  | #8 Ohio State                                                            | 1er janvier 2025 - Peach Bowl, Atlanta, Géorgie             |                                                                | 42            |                                                    |                                                    |  |  | 10 janvier 2025 - Cotton Bowl, Arlington, Texas | 10 janvier 2025 - Cotton Bowl, Arlington, Texas |  |  | 20 janvier 2025 - Championship Game Mercedes-Benz Stadium, Atlanta, Géorgie | 20 janvier 2025 - Championship Game Mercedes-Benz Stadium, Atlanta, Géorgie |
|  | #9 Tennessee                                                             | 17                                                          |                                                                |               |                                                    |                                                    |  |  | 10 janvier 2025 - Cotton Bowl, Arlington, Texas | 10 janvier 2025 - Cotton Bowl, Arlington, Texas |  |  | 20 janvier 2025 - Championship Game Mercedes-Benz Stadium, Atlanta, Géorgie | 20 janvier 2025 - Championship Game Mercedes-Benz Stadium, Atlanta, Géorgie |
|  | #9 Tennessee                                                             | 17                                                          |                                                                | #8 Ohio State | 28                                                 |                                                    |  |  |                                                 |                                                 |  |  | 20 janvier 2025 - Championship Game Mercedes-Benz Stadium, Atlanta, Géorgie | 20 janvier 2025 - Championship Game Mercedes-Benz Stadium, Atlanta, Géorgie |
|  |                                                                          |                                                             |                                                                | #8 Ohio State | 28                                                 |                                                    |  |  |                                                 |                                                 |  |  | 20 janvier 2025 - Championship Game Mercedes-Benz Stadium, Atlanta, Géorgie | 20 janvier 2025 - Championship Game Mercedes-Benz Stadium, Atlanta, Géorgie |
|  |                                                                          |                                                             | #5 Texas                                                       | 14            |                                                    |                                                    |  |  |                                                 |                                                 |  |  | 20 janvier 2025 - Championship Game Mercedes-Benz Stadium, Atlanta, Géorgie | 20 janvier 2025 - Championship Game Mercedes-Benz Stadium, Atlanta, Géorgie |
|  |                                                                          |                                                             | #5 Texas                                                       | 14            |                                                    |                                                    |  |  |                                                 |                                                 |  |  | 20 janvier 2025 - Championship Game Mercedes-Benz Stadium, Atlanta, Géorgie | 20 janvier 2025 - Championship Game Mercedes-Benz Stadium, Atlanta, Géorgie |
|  | 9 janvier 2025 - Orange Bowl, Miami, Floride                             |                                                             |                                                                |               |                                                    |                                                    |  |  |                                                 |                                                 |  |  | 20 janvier 2025 - Championship Game Mercedes-Benz Stadium, Atlanta, Géorgie | 20 janvier 2025 - Championship Game Mercedes-Benz Stadium, Atlanta, Géorgie |
|  |                                                                          |                                                             |                                                                |               |                                                    |                                                    |  |  |                                                 |                                                 |  |  | 20 janvier 2025 - Championship Game Mercedes-Benz Stadium, Atlanta, Géorgie | 20 janvier 2025 - Championship Game Mercedes-Benz Stadium, Atlanta, Géorgie |
|  |                                                                          | #4 Arizona State                                            | 31                                                             |               |                                                    |                                                    |  |  |                                                 |                                                 |  |  | 20 janvier 2025 - Championship Game Mercedes-Benz Stadium, Atlanta, Géorgie | 20 janvier 2025 - Championship Game Mercedes-Benz Stadium, Atlanta, Géorgie |
|  | 21 décembre 2024 - Darrell K Royal-Texas Memorial Stadium, Austin, Texas | #4 Arizona State                                            | 31                                                             |               |                                                    |                                                    |  |  |                                                 |                                                 |  |  | 20 janvier 2025 - Championship Game Mercedes-Benz Stadium, Atlanta, Géorgie | 20 janvier 2025 - Championship Game Mercedes-Benz Stadium, Atlanta, Géorgie |
|  |                                                                          | #5 Texas (2 PR)                                             | 39                                                             |               |                                                    |                                                    |  |  |                                                 |                                                 |  |  | 20 janvier 2025 - Championship Game Mercedes-Benz Stadium, Atlanta, Géorgie | 20 janvier 2025 - Championship Game Mercedes-Benz Stadium, Atlanta, Géorgie |
|  | #5 Texas                                                                 | #5 Texas (2 PR)                                             | 39                                                             | 38            |                                                    |                                                    |  |  |                                                 |                                                 |  |  | 20 janvier 2025 - Championship Game Mercedes-Benz Stadium, Atlanta, Géorgie | 20 janvier 2025 - Championship Game Mercedes-Benz Stadium, Atlanta, Géorgie |
|  | #5 Texas                                                                 | 2 janvier 2025 - Sugar Bowl, La Nouvelle-Orléans, Louisiane |                                                                | 38            |                                                    |                                                    |  |  |                                                 |                                                 |  |  | 20 janvier 2025 - Championship Game Mercedes-Benz Stadium, Atlanta, Géorgie | 20 janvier 2025 - Championship Game Mercedes-Benz Stadium, Atlanta, Géorgie |
|  | #12 Clemson                                                              | 24                                                          |                                                                |               |                                                    |                                                    |  |  |                                                 |                                                 |  |  | 20 janvier 2025 - Championship Game Mercedes-Benz Stadium, Atlanta, Géorgie | 20 janvier 2025 - Championship Game Mercedes-Benz Stadium, Atlanta, Géorgie |
|  | #12 Clemson                                                              | 24                                                          |                                                                | #8 Ohio State | 34                                                 |                                                    |  |  |                                                 |                                                 |  |  |                                                                             |                                                                             |
|  |                                                                          |                                                             |                                                                | #8 Ohio State | 34                                                 |                                                    |  |  |                                                 |                                                 |  |  |                                                                             |                                                                             |
|  |                                                                          | #7 Notre Dame                                               | 23                                                             |               |                                                    |                                                    |  |  |                                                 |                                                 |  |  |                                                                             |                                                                             |
|  |                                                                          | #7 Notre Dame                                               | 23                                                             |               |                                                    |                                                    |  |  |                                                 |                                                 |  |  |                                                                             |                                                                             |
|  |                                                                          |                                                             |                                                                |               |                                                    |                                                    |  |  |                                                 |                                                 |  |  |                                                                             |                                                                             |
|  |                                                                          |                                                             |                                                                |               |                                                    |                                                    |  |  |                                                 |                                                 |  |  |                                                                             |                                                                             |
|  | #2 Georgia                                                               | 10                                                          |                                                                |               |                                                    |                                                    |  |  |                                                 |                                                 |  |  |                                                                             |                                                                             |
|  | #2 Georgia                                                               | 10                                                          | 20 décembre 2024 - Notre Dame Stadium, South Bend, Indiana     |               |                                                    |                                                    |  |  |                                                 |                                                 |  |  |                                                                             |                                                                             |
|  |                                                                          | #7 Notre Dame                                               | 23                                                             |               |                                                    |                                                    |  |  |                                                 |                                                 |  |  |                                                                             |                                                                             |
|  | #7 Notre Dame                                                            | #7 Notre Dame                                               | 23                                                             | 27            |                                                    |                                                    |  |  |                                                 |                                                 |  |  |                                                                             |                                                                             |
|  | #7 Notre Dame                                                            | 31 décembre 2024 - Fiesta Bowl, Glendale, Arizona           |                                                                | 27            |                                                    |                                                    |  |  |                                                 |                                                 |  |  |                                                                             |                                                                             |
|  | #10 Indiana                                                              | 17                                                          |                                                                |               |                                                    |                                                    |  |  |                                                 |                                                 |  |  |                                                                             |                                                                             |
|  | #10 Indiana                                                              | 17                                                          |                                                                | #7 Notre Dame | 27                                                 |                                                    |  |  |                                                 |                                                 |  |  |                                                                             |                                                                             |
|  |                                                                          |                                                             |                                                                | #7 Notre Dame | 27                                                 |                                                    |  |  |                                                 |                                                 |  |  |                                                                             |                                                                             |
|  |                                                                          | #6 Penn State                                               | 24                                                             |               |                                                    |                                                    |  |  |                                                 |                                                 |  |  |                                                                             |                                                                             |
|  |                                                                          | #6 Penn State                                               | 24                                                             |               |                                                    |                                                    |  |  |                                                 |                                                 |  |  |                                                                             |                                                                             |
|  |                                                                          |                                                             |                                                                |               |                                                    |                                                    |  |  |                                                 |                                                 |  |  |                                                                             |                                                                             |
|  |                                                                          |                                                             |                                                                |               |                                                    |                                                    |  |  |                                                 |                                                 |  |  |                                                                             |                                                                             |
|  | #3 Boise State                                                           | 14                                                          |                                                                |               |                                                    |                                                    |  |  |                                                 |                                                 |  |  |                                                                             |                                                                             |
|  | #3 Boise State                                                           | 14                                                          | 21 décembre 2024 - Beaver Stadium, State College, Pennsylvanie |               |                                                    |                                                    |  |  |                                                 |                                                 |  |  |                                                                             |                                                                             |
|  |                                                                          | #6 Penn State                                               | 31                                                             |               |                                                    |                                                    |  |  |                                                 |                                                 |  |  |                                                                             |                                                                             |
|  | #6 Penn State                                                            | #6 Penn State                                               | 31                                                             | 38            |                                                    |                                                    |  |  |                                                 |                                                 |  |  |                                                                             |                                                                             |
|  | #6 Penn State                                                            |                                                             |                                                                |               |                                                    |                                                    |  |  |                                                 |                                                 |  |  |                                                                             |                                                                             |
|  | #11 SMU                                                                  | 10                                                          |                                                                |               |                                                    |                                                    |  |  |                                                 |                                                 |  |  |                                                                             |                                                                             |
|  | #11 SMU                                                                  | 10                                                          |                                                                |               |                                                    |                                                    |  |  |                                                 |                                                 |  |  |                                                                             |                                                                             |

## Récompenses

### Trophée Heisman
Le Trophée Heisman récompense le joueur universitaire «le plus remarquable».
| Place | Joueurs finalistes  | Équipes                | Postes | Points |
| ----- | ------------------- | ---------------------- | ------ | ------ |
| 1     | Travis Hunter       | Buffaloes du Colorado  | WR/CB  | 2 231  |
| 2     | Ashton Jeanty       | Broncos de Boise State | RB     | 2 107  |
| 3     | Dillon Gabriel (en) | Ducks de l'Oregon      | QB     | 0 516  |
| 4     | Cam Ward            | Hurricanes de Miami    | QB     | 0 229  |

### Autres trophées

#### Joueurs
| Dénomination du trophée                                                                | Joueur             | Poste | Équipe                          | Réf.   |
| -------------------------------------------------------------------------------------- | ------------------ | ----- | ------------------------------- | ------ |
| Trophée Associated Press (meilleur joueur de la saison)                                | Travis Hunter      | WR/CB | Buffaloes du Colorado           |        |
| Lombardi Award (meilleur joueur de la saison)                                          | Kelvin Banks Jr.   | OT    | Longhorns du Texas              |        |
| Maxwell Award (meilleur joueur de la saison)                                           | Ashton Jeanty      | RB    | Broncos de Boise State          | [ 30 ] |
| Trophée Sporting News (meilleur joueur de la saison)                                   | Travis Hunter      | WR/CB | Buffaloes du Colorado           |        |
| Walter Camp Award (meilleur joueur de la saison)                                       | Travis Hunter      | WR/CB | Buffaloes du Colorado           | [ 30 ] |
| Trophée Burlsworth (meilleur joueur ayant commencé sa carrière NCAA comme « walk-on ») | Bryce Boettcher    | LB    | Ducks de l'Oregon               |        |
| Paul Hornung Award (en)                                                                | Travis Hunter      | WR/CB | Buffaloes du Colorado           |        |
| Trophée William V. Campbell                                                            | Jalen Milroe       | QB    | Crimson Tide de l'Alabama       |        |
| Trophée Wuerffel                                                                       | Nick Dawkins       | C     | Nittany Lions de Penn State     |        |
| Trophée Outland (meilleur joueur de ligne intérieur, offensif ou défensif)             | Kelvin Banks Jr.   | OT    | Longhorns du Texas              | [ 30 ] |
| Trophée Jon-Cornish (meilleur joueur canadien)                                         | Kurtis Rourke      | QB    | Hoosiers de l'Indiana           |        |
| Quarterback                                                                            |                    |       |                                 |        |
| Davey O'Brien Award                                                                    | Cam Ward           | QB    | Hurricanes de Miami             | [ 30 ] |
| Johnny Unitas Award (classe supérieure [junior/3e ou senior/4e année])                 | Shedeur Sanders    | QB    | Buffaloes du Colorado           |        |
| Manning Award                                                                          |                    |       |                                 |        |
| Running-back                                                                           |                    |       |                                 |        |
| Doak Walker Award                                                                      | Ashton Jeanty      | RB    | Broncos de Boise State          | [ 30 ] |
| Wide-receiver                                                                          |                    |       |                                 |        |
| Fred Biletnikoff Award                                                                 | Travis Hunter      | WR/CB | Buffaloes du Colorado           | [ 30 ] |
| Tight-end                                                                              |                    |       |                                 |        |
| John Mackey Award                                                                      | Tyler Warren       | TE    | Nittany Lions de Penn State     | [ 30 ] |
| Hommes de ligne                                                                        |                    |       |                                 |        |
| Trophée Dave Rimington (center)                                                        | Seth McLaughlin    | C     | Buckeyes d'Ohio State           | [ 30 ] |
| Trophée Bronko Nagurski (meilleur joueur défensif)                                     | Kyle Kennard       | DE    | Gamecocks de la Caroline du Sud | [ 30 ] |
| Chuck Bednarik Award (meilleur joueur défensif)                                        | Travis Hunter      | CB/WR | Buffaloes du Colorado           | [ 30 ] |
| Trophée Lott (meilleur impact défensif)                                                | Travis Hunter      | CB/WR | Buffaloes du Colorado           |        |
| Ted Hendricks Award (meilleur joueur de la ligne défensive)                            | Donovan Ezeiruaku  | DE    | Eagles de Boston College        |        |
| Linebacker                                                                             |                    |       |                                 |        |
| Dick Butkus Award (linebacker)                                                         | Jalon Walker       | LB    | Bulldogs de la Géorgie          | [ 30 ] |
| Defensive-back                                                                         |                    |       |                                 |        |
| Jim Thorpe Award                                                                       | Jahdae Barron      | DB    | Longhorns du Texas              | [ 30 ] |
| Équipes spéciales                                                                      |                    |       |                                 |        |
| Lou Groza Award (kicker)                                                               | Kenneth Almendares | K     | Ragin' Cajuns de Louisiane      | [ 30 ] |
| Ray Guy Award (punter)                                                                 | Eddie Czaplicki    | P     | Trojans de l'USC                | [ 30 ] |
| Jet Award (spécialiste des retours)                                                    | Kaden Wetjen       | RS    | Hawkeyes de l'Iowa              |        |
| Patrick Mannelly Award (en) (long snapper)                                             |                    |       |                                 |        |
| Peter Mortell Award (en) (holder)                                                      |                    | H     |                                 |        |

#### Entraîneurs

##### Entraîneurs principaux
| Dénomination du trophée                 | Entraîneur     | Équipe                       | Réf.   |
| --------------------------------------- | -------------- | ---------------------------- | ------ |
| AFCA Coach of the Year (en)             | Curt Cignetti  | Hoosiers de l'Indiana        | [ 30 ] |
| Associated Press Coach of the Year (en) | Curt Cignetti  | Hoosiers de l'Indiana        |        |
| Bobby Dodd Coach of the Year            | Marcus Freeman | Fighting Irish de Notre Dame |        |
| Eddie Robinson Coach of the Year        | Curt Cignetti  | Hoosiers de l'Indiana        |        |
| George Munger Award (en)                |                |                              |        |
| Home Depot Coach of the Year            | Curt Cignetti  | Hoosiers de l'Indiana        |        |
| Paul « Bear » Bryant Award              |                |                              |        |
| Walter Camp Coach of the Year           | Curt Cignetti  | Hoosiers de l'Indiana        |        |

##### Entraîneurs adjoints
| Dénomination du trophée          | Entraîneur    | Poste            | Équipe                  | Réf. |
| -------------------------------- | ------------- | ---------------- | ----------------------- | ---- |
| AFCA Assistant Coach of the Year | Sean Saturnio | Escouade special | Black Knights de l'Army |      |
| Broyles Award                    |               |                  |                         |      |